# Mariantonia Samà
Mariantonia Samà (* 2. März 1875 in Sant’Andrea Apostolo dello Ionio, Provinz Catanzaro; † 27. Mai 1953 ebenda) war eine italienische römisch-katholische Laiin, die in der römisch-katholischen Kirche als Selige verehrt wird. Ihr nichtgebotener Gedenktag in der Liturgie ist der 27. Mai.

## Leben

### Kindheit und Jugend
Mariantonia Samà wurde am 2. März 1875 in Sant’Andrea Jonio (Provinz Catanzaro) als Tochter von Bruno und Marianna Vivino geboren. Ihr Vater starb allerdings bereits vor ihrer Geburt. Die Mutter lebte mit ihr in ärmlichen Verhältnissen in einer Einzimmerwohnung. Als Kind trug Mariantonia zu ihrem Lebensunterhalt bei, indem sie zusammen mit ihrer Mutter auf dem Land arbeitete.
Als Mariantonia elf Jahre alt war klagte sie, nachdem sie aus einem Moor getrunken hatte, über nicht näher diagnostizierte Beschwerden. Erst als sie im Juni 1894 in die Kartause von Serra San Bruno gebracht wurde, ließen die Beschwerden auf wundersame Weise nach: nach einem fünfstündigen Gebet, das der Prior der Kartäuser vor der Reliquienbüste des heiligen Bruno von Köln verrichtete, fühlte sich Mariantonia geheilt und umarmte die Büste des Heiligen, als sähe sie ihn persönlich. Im Dorf wurde sie daraufhin von allen das „kranke Mädchen von San Bruno“ genannt.

### Beginn des Leidensweges
Ab 1896 war Mariantonia, die an einer arthritischen oder neurologischen Krankheit litt, für immer an das Bett gefesselt und lag nur noch regungslos mit angezogenen Knien auf dem Rücken. So begann ihr Leidensweg, auf dem sie von ihrer Mutter unterstützt und gepflegt wurde. Der Pfarrer, die Redemptoristenpatres und die Barmherzigen Schwestern vom Heiligsten Herzen kümmerten sich um ihre geistliche Begleitung.
Um 1915 legte sie privat ihr Ordensgelübde ab und bedeckte ihr Haupt mit einem schwarzen Schleier. So wurde sie zur „Monachella di San Bruno“, zur kleinen Nonne von San Bruno. Ihr Haus wurde zu einem spirituellen Bezugspunkt für die Dorfbewohner. Sie versicherte allen, dass sie für sie beten würde, und forderte sie auf, ihr Vertrauen in Gott zu setzen und seinen Willen immer anzunehmen.

### Ratgeberin und Vorbild im Leiden
Nach dem Tod ihrer Mutter am 24. Februar 1920 wurde Mariantonia in all ihren Nöten von vielen Menschen unterstützt, insbesondere von den Barmherzigen Schwestern und dem Pfarrer. Sie konnte sich der ständigen Anwesenheit einer älteren Frau versichern, die sich um sie kümmerte. Die Dorfbewohner versorgten sie mit Lebensmitteln, die sie auch noch mit Bedürftigen teilte.
Sie trug ihr Leiden und ihr Kreuz mit Vertrauen und Gelassenheit und wurde so zu einer perfekten Kopie des Kruzifixes, das sie an der Wand gegenüber ihrem Bett betrachtete. Aus der Eucharistie, die ihr jeden Tag von einem Priester gebracht wurde, und aus dem dreimal täglichen Rosenkranzgebet mit Besuchern schöpfte Mariantonia die Kraft, ihre Leiden zu ertragen und sich mit Gelassenheit dem Willen Gottes zu fügen, um allen ein wenig Trost zu spenden. Sie lebte in Armut, Bescheidenheit und Einfachheit und schaffte es, ihr Haus in eine kleine Kapelle zu verwandeln und für viele Menschen eine Lehrerin des Gebets zu werden.
Viele Menschen kamen zu ihr suchten ihren Rat. Auch wenn Mariantona sich nicht körperlich betätigen konnte, so konnte sie aber zuhören und sprechen; sie hatte die Fähigkeit, Beziehungen zwischen Gedanken, Gefühlen und Handlungen mit der kleinen Welt um sie herum zu knüpfen. Ihre körperliche Einschränkung war sicherlich keine Einschränkung ihres Geistes. Mariantonia hatte ihre ganz eigene Art zu sprechen: Sie hörte zu, dann gab es eine Pause der Stille, ihre Augen waren nach oben oder auf den gekreuzigten Jesus gerichtet, dann gab sie ihren Besuchern die ersehnte Antwort. Wer zu ihr ging, kam beruhigt zurück.
Da sie nichts anderes tun konnte, machte Mariantonia ihr Leiden zu ihrer Mission. Sie litt mit heiterem Geist und opferte ihre Leiden als Wiedergutmachung für Vergehen gegen das Heiligste Herz Jesu, um das Apostolat der Priester fruchtbar zu machen und um Gnaden für Menschen in nah und fern zu erlangen, die sich im Glauben an ihre Vermittlung bei Gott wandten.

### Tod im Ruf der Heiligkeit
Als sie am 27. Mai 1953 im Alter von 78 Jahren mit Blick auf das Kruzifix und unter Aussprechen des heiligen Namens Jesu und Marias starb, vermerkte der damalige Pfarrer, Pater Andrea Samà, am Rande der Sterbeurkunde: „gestorben im Rufe der Heiligkeit“.
Ihre Beerdigung war wie ein Festzug. Auf ihrem Grab stand geschrieben: „Sie lebte nur für die Liebe, sie litt sechzig Jahre lang für die Liebe, sie läuterte sich in der Liebe, jetzt zeigt sie vom Himmel aus allen den Weg der Liebe“.
Am 3. August 2003 wurden die sterblichen Überreste von Mariantonia vom Friedhof in die Pfarrkirche überführt.

## Seligsprechung
Die kalabrischen Bischöfe haben am 20. April 2007 mit einem positiven Votum die Seligsprechung von Mariantonia Samà in die Wege geleitet. Die diözesane Untersuchung wurde in der Erzdiözese Catanzaro-Squillace am 5. August 2007 eröffnet und am 2. März 2009 abgeschlossen. Bereits am 29. September 2007 wurde ihr mit dem „nihil obstat“ der Kongregation für die Selig- und Heiligsprechungsprozesse der Titel „Dienerin Gottes“ verliehen. Eine weitere Untersuchung von Samàs Leben im Auftrag der Kongregation verlief vom 20. Oktober 2011 bis zum 31. Januar 2012, mit positivem Votum am 9. Juni 2012.
Die Positio wurde verfasst und am 15. September 2014 den Verantwortlichen der römischen Kongregation zur Bewertung vorgelegt. Die Kardinäle und Bischöfe gaben am 5. Dezember 2017 ihre positive Bewertung. Mariantonia wurde am 18. Dezember 2017 zur „Ehrwürdigen Dienerin Gottes“ ernannt, nachdem Papst Franziskus bestätigt hatte, dass sie ein vorbildliches Leben mit heroischen Tugenden geführt hatte.
Zur Überprüfung des benötigten Wunders wurde von Kardinal Angelo Bagnasco vom 1. November 2008 bis zum 23. Oktober 2009 eine diözesane Untersuchung in Genua durchgeführt. Die medizinische Experten bestätigten die Übernatürlichkeit der Heilung im Dezember 2019. Papst Franziskus unterzeichnete am 10. Juli 2020 ein Dekret, das diese Heilung als Wunder bestätigte. Das Dekret ermöglichte somit die Seligsprechung Mariantonias; am 3. Oktober 2021 wurde Mariantonia, zusammen mit der aus Catanzaro stammenden Gaetana „Nuccia“ Tolomeo, in ihrer Heimatstadt seliggesprochen.
Der derzeitige Postulator ist der Kapuzinermönch Carlo Calloni.

## Gedenktag
Ihr liturgischer Gedenktag ist ihr Todestag, der 27. Mai.